# The Collector (boek)
The Collector (in de Nederlandse vertaling De Verzamelaar) is een Engelse psychologische misdaadroman geschreven door John Fowles. Deze werd uitgegeven in 1963 en verfilmd in 1965.
Het boek is opgedeeld in 4 delen, waarvan deel 1 en de korte delen 3 en 4 verteld worden door hoofdrol Frederick Clegg (in het boek ook wel Ferdinand en schertsend Caliban). Deel 2 wordt in dagboekvorm verteld door zijn slachtoffer, Miranda Grey.
Het boek bevat enkele elementen die tekenend zijn geworden voor het genre van de psychologische thriller, met name door de inspiratie die The Collector was voor het latere werk The Silence of the Lambs  en afgeleide werken. Het prominente voorkomen van (nacht)vlinders, de Goldberg-variaties en psychoseksuele analyse van misdaad vallen hieronder.

## Verhaal
Frederick Clegg werkt met weinig enthousiasme bij de lokale overheid en heeft als passie het verzamelen van vlinders. Wanneer hij met een sportweddenschap een grote som geld wint, koopt hij een huis in provinciaal Engeland en begint hij uitgebreide voorbereidingen te treffen om Miranda Grey, een kunststudente uit zijn oude woonplaats, te ontvoeren.
Frederick is ervan overtuigd dat hij verliefd is op Miranda, en hij probeert gedurende haar gevangenschap haar liefde te winnen. Hij brengt haar alle kleren en kunstmaterialen waar ze om vraagt, maar houdt haar goed in de gaten en veilig opgesloten in zijn kelder. Na een aantal ontsnappingspogingen verandert de sfeer tussen hen en begint hij haar ruwer te behandelen. Zo neemt hij foto's van haar in lingerie, tegen haar wil.
Miranda besteedt veel van haar tijd schrijvend over haar leven voorafgaand aan haar opsluiting. Het meest prominente personage uit haar verleden is G.P., een kunstenaar die ze erg respecteert en met wie ze bijna een romantische relatie had gehad ondanks hun grote leeftijdsverschil.
Miranda wordt ziek, maar Frederick haalt geen arts. Wanneer ze sterft overweegt hij om zichzelf aan te geven of zelfmoord te plegen, maar uiteindelijk begraaft hij haar lichaam achter zijn huis. Het boek eindigt met zijn gedachten over een volgend slachtoffer, een bloemenmeisje uit Lewes.